# CCS (band)
CCS of Collective Consciousness Society was een in 1970 door Alexis Korner opgerichte Britse studio-bigband. De naam is afgeleid als afkorting van Collective Consciousness Society.

## Bezetting
Belangrijke leden waren naast Korner de Deense zanger Peter Thorup en de componist/pianist John Cameron. Producent was Mickie Most. De ritmesectie bestond uit Alan Parker (gitaar), Spike Heatley (contrabas), Herbie Flowers (e-basgitaar), Tony Carr en Barry Morgan (drums) en Bill Le Sage (percussie). Verdere leden waren de koperblazers Harry Beckett, Henry Lowther, Kenny Wheeler, Les Condon, Greg Bowen, Don Lusher, Bill Geldard en de saxofonisten en fluitisten Ronnie Ross, Harold McNair, Danny Moss, Peter King, Tony Coe resp. Ray Warleigh.
- Alan Parker (gitaar)
- Alexis Korner (zang, gitaar, dobro, piano)
- Jim Lawless (percussie)
- John Cameron (piano)
- Neill Sanders (hoorn)
- Peter Thorup (gitaar, fluit, zang)
- Spike Heatley (contrabas)
- Tony Coe (saxofoon, basklarinet, klarinet)

- Herbie Flowers (basgitaar)
- Tony Carr (drums)
- Barry Morgan (drums)
- Billy Le Sage (percussie)
- Harry Beckett
- Henry Lowther (trompet)
- Kenny Wheeler
- Les Condon

- Greg Bowen
- Don Lusher (trombone)
- Bill Geldard (trombone)
- Ronnie Ross (saxofoon)
- Harold McNair (fluit)
- Danny Moss
- Peter King (saxofoon)
- Ray Warleigh

## Geschiedenis
CCS, opgericht in 1970 door muzikaal leider John Cameron en producent Mickie Most, bestond grotendeels uit sessiemuzikanten en werd voornamelijk gecreëerd als een opname-outfit. Sommige muzikanten waren ook lid van Blue Mink.
CCS is vooral bekend om hun instrumentale versie van Led Zeppelins nummer Whole Lotta Love uit 1969, dat in 1970 in de Britse singlehitlijst kwam (RAK Records) en werd gebruikt als themamuziek voor het BBC-popprogramma Top of the Pops (TOTP) voor het grootste deel van de jaren 1970 en, in een geremixte versie, tussen 1998 en 2003. Technisch gezien was het TOTP-thema niet van CCS, maar werd het een ochtend voor de repetities van de dag opgenomen door het TOTP-orkest. Desalniettemin werd de band bij die gelegenheid gedirigeerd door John Cameron en veel van de muzikanten waren CCS-stamgasten. Hierdoor kon de productie de melodie afstemmen op de juiste duur en werd de wekelijkse betaling van royalty's aan het platenlabel vermeden.
In 1971 gaf hij een optreden in de Marquee Club, die ook opgenomen werd, maar tot heden niet werd uitgebracht.
Hun best scorende singles waren het Donovan-nummer Walking en Tap Turns on the Water. Ze namen ook drie albums op, waaronder covers van de oude bluesstandard Boom Boom, Living in the Past en (I Can't Get No) Satisfaction, evenals oorspronkelijk materiaal.

Hun single Brother werd gebruikt als thema voor Sunday Top 40/20 Chart Rundown van Tom Browne en Simon Bates op BBC Radio 1 in de jaren 1970. Niet algemeen bekend is dat de band ook verantwoordelijk was voor de eerste reeks jingles voor Piccadilly Radio in Manchester, toen het station in april 1974 werd gelanceerd. Voorbeelden zijn te vinden op de website van ex- Piccadilly-presentator Jeff Cooper. De kortstondige CCS ging in 1973 uit elkaar, terwijl Alexis Korner en Peter Thorup de band Snape ging formeren, waarmee ze twee albums uitbrachten.

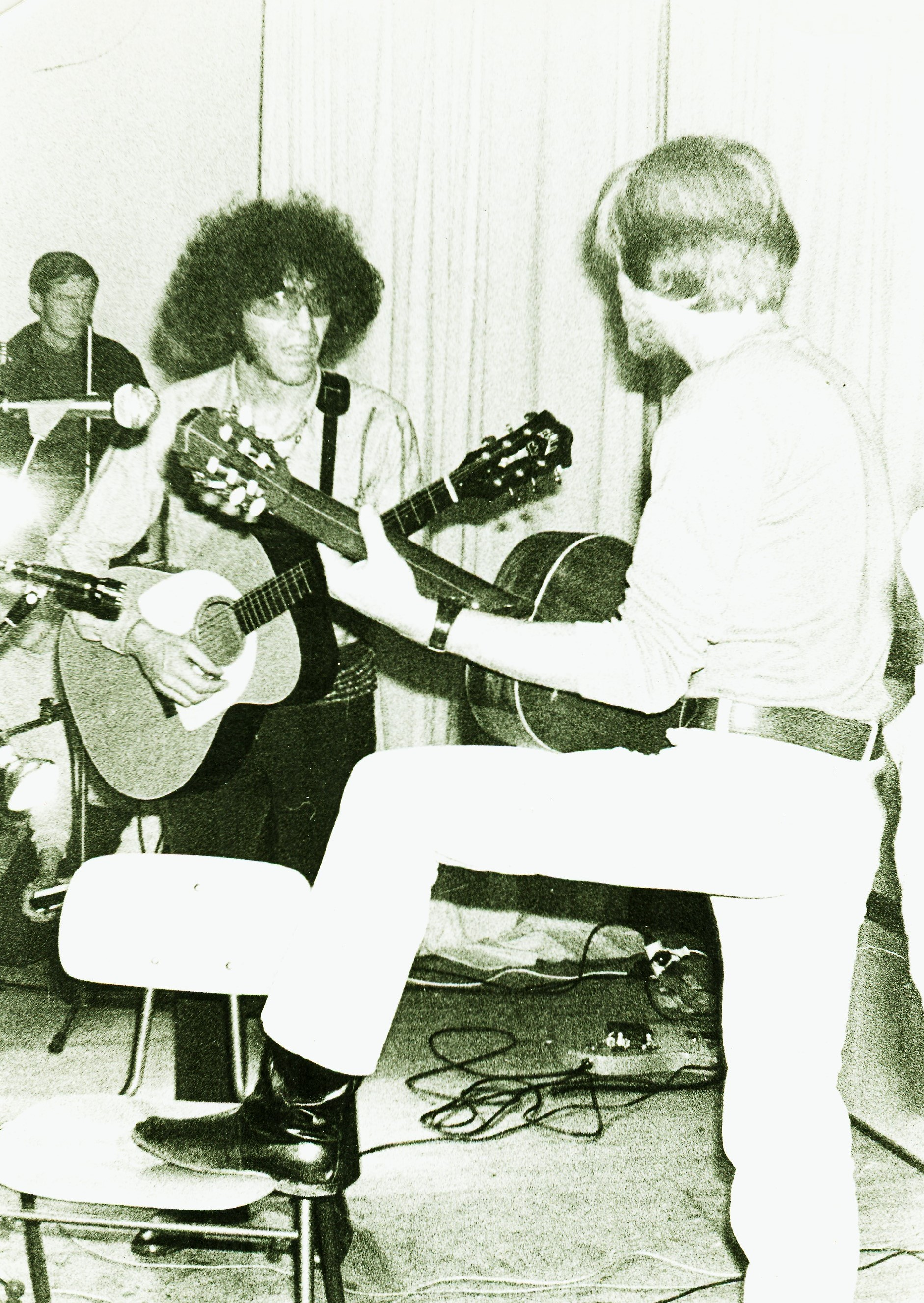
CCS (band)

## Discografie

### Singles
- 1970: Whole Lotta Love / Boom Boom
- 1971: Walking / Salome
- 1971: Tap Turns on the Water / Save the World
- 1972: Brother / Mister, What You Can't Have I Can Get
- 1973: Sixteen Tons / This Is My Life
- 1973: Shakin' All Over / Cannibal Sheep (niet uitgebracht)
- 1973: The Band Played the Boogie / Hang It on Me
- 1974: Hurricane Coming / Dragster

### Albums
- 1970: C.C.S. (RAK) (bekend als C.C.S. 1st)
- 1972: C.C.S. (RAK) (bekend als C.C.S. 2nd)
- 1973: The Best Band in the Land (RAK)
- 1977: Best of C.C.S. (RAK)
- 1991: Whole Lotta Love (EMI Music)
- 2004: A's B's & Rarities (EMI Music/RAK)

### NPO Radio 2 Top 2000
Van Collective Consciousness Society stond alleen Tap turns on the water in 2000 in de NPO Radio 2 Top 2000, op plek 1864.